# Acuerdo Sykes-Picot

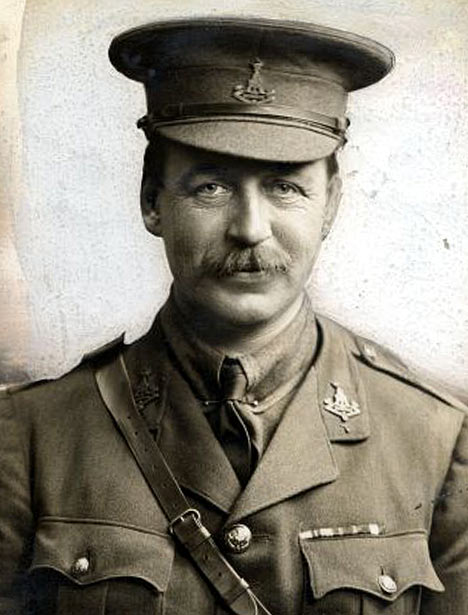
Mark Sykes

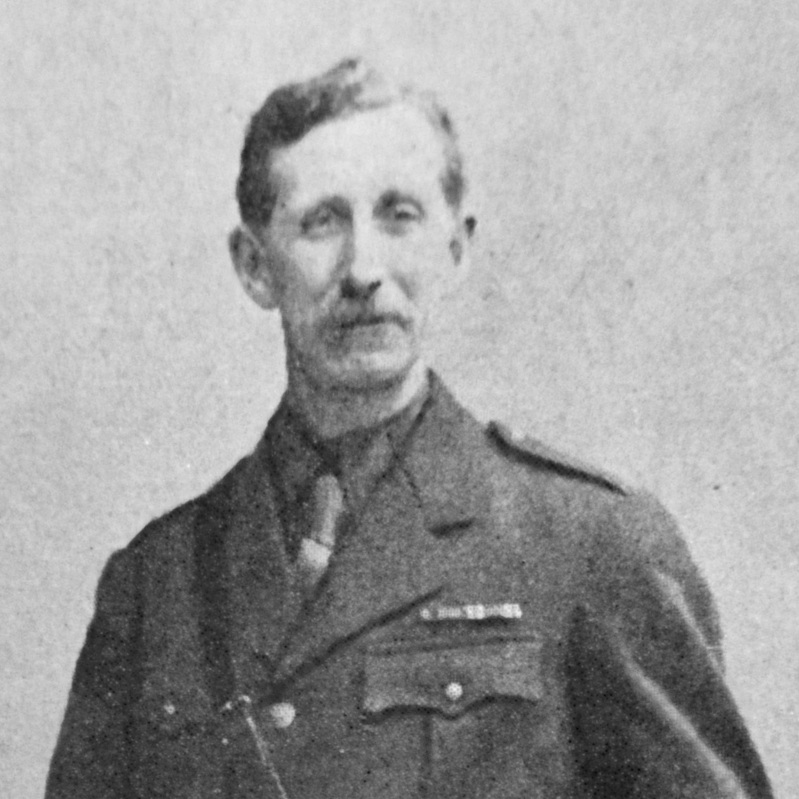
François Georges-Picot

El Acuerdo Sykes-Picot, conocido oficialmente como el Acuerdo de Asia Menor, fue un acuerdo secreto entre Reino Unido de Gran Bretaña e Irlanda y la Tercera República Francesa para definir las propuestas esferas de influencia y control de los dos países en el Próximo Oriente en el caso de que la triple entente obtuviera la victoria en contra del Imperio otomano en la Primera Guerra Mundial. Las negociaciones se desarrollaron entre noviembre de 1915 y marzo de 1916, se firmó el acuerdo el 16 de mayo de 1916, y fue expuesto al público por Izvestia y Pravda el 23 de noviembre de 1917 y por el diario británico The Manchester Guardian el 26 de noviembre de 1917.
Se considera que el acuerdo dio forma a la región. Se definieron las fronteras de Irak y Siria, y ha llevado hasta el conflicto actual entre Israel y el pueblo palestino. Muchas personas ven el acuerdo como un punto de inflexión en las relaciones entre el mundo del Occidente y el mundo árabe. Se negaron las promesas hechas a los árabes por el coronel T. E. Lawrence de una patria nacional y árabe en el área de Gran Siria, a cambio de haberse aliado con los británicos en contra del Imperio otomano. La arquitectura geopolítica fundada por Sykes-Picot favorecería circunstancias que dan lugar a cosas como la protección que disfrutaron las minorías religiosas y étnicas en el Medio Oriente, las cuales son motivos de conflictos.
Se repartió a los británicos el control de las áreas desde la línea de la costa del mar Mediterráneo hasta el Río Jordan, Jordania, el sur de Irak y una pequeña área que incluyó los puertos de Haifa y Acre para dejar acceso al Mediterráneo. Se repartió a los franceses el control del sureste de Turquía, el norte de Irak, Siria y Líbano. El Imperio ruso iba a recibir Estambul, los Estrechos Turcos y Armenia. Se dejaron libres a los poderes para decidir las fronteras dentro de sus propias áreas. Se esperaron más negociaciones con otros poderes incluyendo a Rusia y Husayn ibn Ali, jerife de La Meca para determinar la administración internacional.
Dada la derrota eventual del 1918 y la subsiguiente partición del Imperio otomano, el acuerdo efectivamente dividió las provincias árabes de los otomanos fuera de la Península arábiga en áreas de influencia y control de los británicos y franceses y se propuso una «administración internacional» para Palestina. Los británicos formaron el Mandato británico de Palestina entre 1920 y 1948 y el Mandato británico de Irak desde 1920 hasta 1932, mientras el Mandato francés de Siria y Líbano duró desde 1923 hasta 1946. Los diplomáticos británico y franceses Mark Sykes y François Georges-Picot negociaron los términos del acuerdo. El gobierno de los zares en Rusia fue una parte menor en el acuerdo y cuando ocurrió la Revolución rusa, fueron los bolcheviques quienes publicaron el acuerdo el 23 de noviembre de 1917, con el resultado de que «los británicos se avergonzaron, los árabes se consternaron y los turcos se alegraron».

## Discusiones británico-sionistas

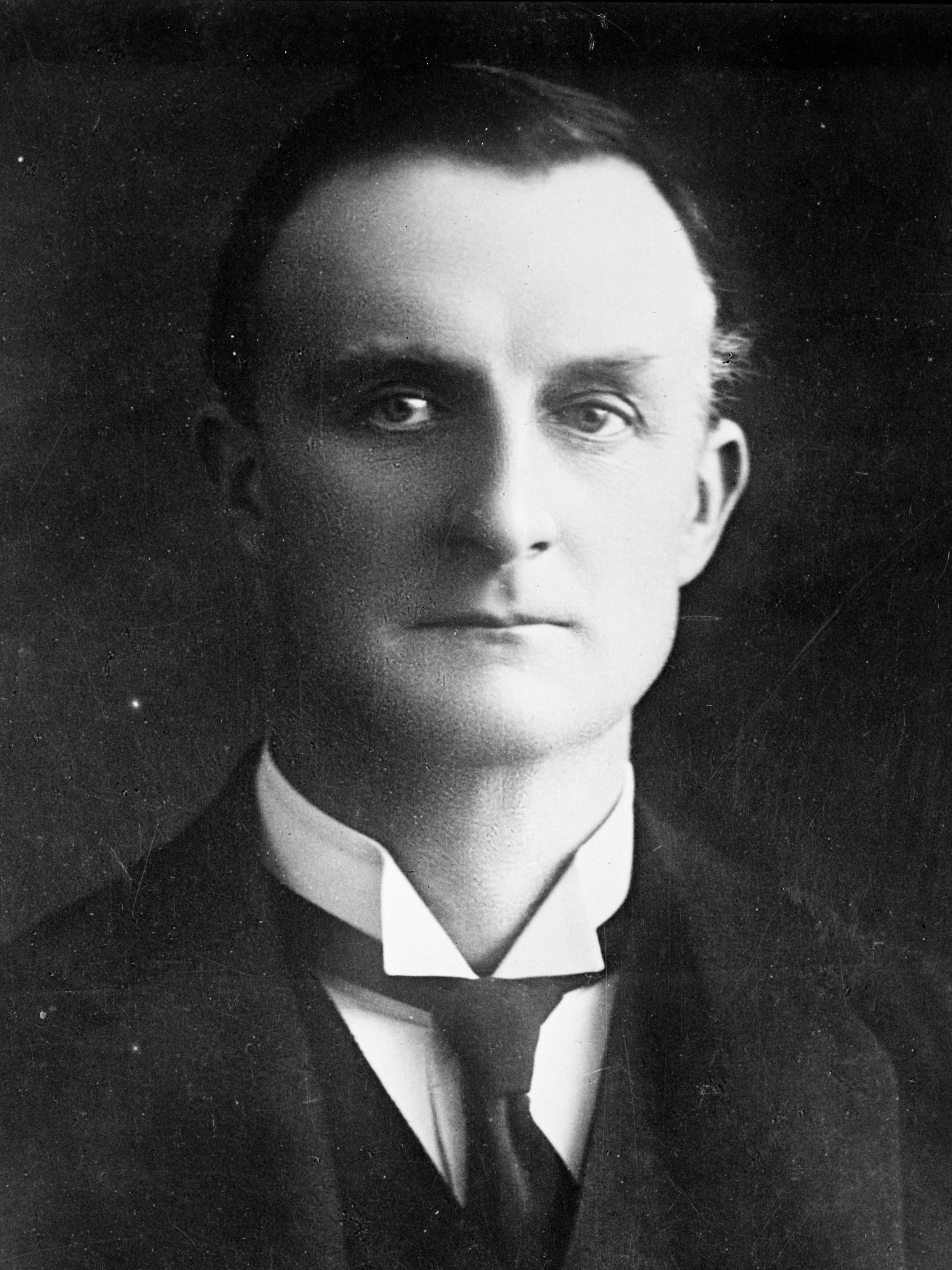
Edward Grey firmó el acuerdo por los británicos

Se habló del sionismo por primera vez en un Gabinete británico el 9 de noviembre de 1914, cuatro días después de la declaración de guerra británica en contra del Imperio otomano. David Lloyd George, el entonces Canciller de la Hacienda «refirió al destino último de Palestina» Diez años antes, la Federación sionista de Gran Bretaña e Irlanda empleó al bufete de Lloyd George, Lloyd George, Roberts & Co, para trabajar en el Programa para la Uganda Británica. En una discusión con Herbert Samuel, Lloyd George le aseguró que «deseaba mucho ver un estado judío que se estableciera en Palestina». Después Samuel resumió la posición sionista en una conversación con Edward Grey, canciller inglés. Habló de las aspiraciones sionistas para establecerse un estado judío en Palestina y la importancia de su ubicación geográfica para el Imperio británico. En sus memorias, Samuel dice: «Mencioné que había dos condiciones esenciales — que el estado debía ser neutralizado(?), porque no podría ser bastante grande para defenderse, y que debía garantizarse el acceso libre de peregrinos cristianos (...) Dije también que sería una gran ventaja si el resto de Siria fuese anexado por Francia, porque sería mucho mejor que el estado tuviera como vecino a un poder europeo y no al turco» La misma noche, el primer ministro Herbert Henry Asquith anunció en un discurso que una meta de la guerra era desmembrar el Imperio otomano, «Sólo es el gobierno otomano, y no nosotros no, quienes han tañido de muerte el dominio otomano, no sólo en Europa, sino también en  Asia».
En enero de 1915, Samuel entregó un memorándum titulado The Future of Palestine al gabinete, después de discusiones con el sionista Jaim Weizmann y Lloyd George. El 5 de febrero de 1915, Samuel tuvo otra discusión con Grey: «Cuando le pregunté qué era su solución, él me dijo que podría ser posible neutralizar el país bajo una garantía internacional ... e instaurar en el gobierno del país algún tipo de consejo establecido por los judíos» Después de más conversaciones con Lloyd George y Grey, Samuel circuló un texto revisado al gabinete a mediados de marzo de 1915.
El informe del Comité de Bunsen, entregado en junio de 1915, no consideró ni el sionismo ni la cuestión judía, a pesar de reunirse para determinar la política británica en tiempos de guerra hacia el Imperio otomano.
Antes de la salida de Sykes para reunirse con el ministro de Relaciones Exteriores ruso, Serguéi Sazónov en Petrogrado el 27 de febrero de 1916, Samuel se le acercó con un plan en forma de memorándum. Sykes escribió a Samuel, sugiriéndole que si Bélgica asumiera la administración de Palestina, ello sería más aceptable para Francia que la alternativa de una administración internacional, la cual los franceses quisieron y los sionistas no.

## Promesas conflictivas

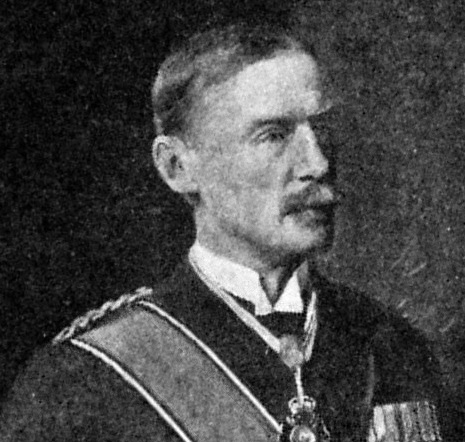
Henry McMahon

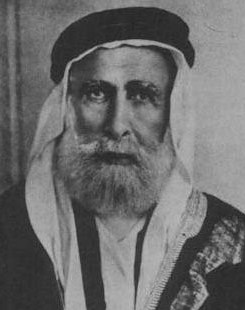
Husayn bin Ali

George Curzon dijo que las grandes potencias tenían un compromiso con el Acuerdo Règlement Organique, que versaba sobre gobernar sin interferir en los asuntos de las comunidades maronita, cristiano ortodoxo, drusa y musulmana. Según el Valiato de Beirut de junio de 1861 y septiembre de 1864, los derechos conferidos a Francia en el área azul bajo el Tratado Sykes-Picot no eran compatibles con dicho acuerdo.
En mayo de 1917, William Ormsby-Gore escribió: 
«Las intenciones francesas en Siria son seguramente incompatibles con los objetivos de guerra de los Aliados según se definen al Gobierno ruso. Si la autodeterminación de las nacionalidades es el objetivo, tanto la interferencia de Francia en la selección de consejeros por el Gobierno árabe como la sugerencia por parte de Francia de los emires de ser seleccionados por los árabes en Mosul, Alepo y Damasco parecerían absolutamente incompatibles con nuestras ideas de liberar a la nación árabe y de establecer un Estado árabe libre e independiente. El Gobierno británico, al autorizar las cartas enviadas al rey Hussein antes del estallido de la revuelta por Sir Henry McMahon, parecía plantear dudas sobre si nuestras promesas al rey Hussein como jefe de la nación árabe son consistentes con las intenciones francesas de hacer, no sólo Siria, sino Mesopotamia Alta otro Túnez. Si nuestro apoyo al rey Hussein y a otros líderes árabes de origen y prestigio menos distinguidos nos importa algo, significa que estamos dispuestos a reconocer la plena independencia soberana de los árabes de Arabia y Siria. Parecería oportuno, informar al Gobierno francés de nuestras detalladas promesas al rey Hussein, y dejar claro a éste, si él o algún otro debe ser el gobernante de Damasco, que es la única capital posible para un Estado árabe, podía comandar la obediencia de los otros emires árabes».

Muchas fuentes afirman que Sykes-Picot discrepaba con la Correspondencia Husayn-McMahon de 1915–1916, y que la publicación del Sykes–Picot a finales de 1917 causara la dimisión de Sir Henry McMahon. Sin embargo, el plan Sykes–Picot en sí mismo describe cómo el Reino Unido y Francia estaban dispuestos a reconocer y proteger un estado árabe e independiente, o confederación de estados árabes, bajo la soberanía de un jefe árabe dentro de las zonas que se marcan A y B en el mapa.

## Contexto
Finalmente, las negociaciones incluyeron a Rusia. Desde que los aliados occidentales entraron a la guerra, la Rusia zarista presionó para lograr su antigua ambición de obtener una entrada marítima al Mediterráneo mediante el dominio del estrecho de los Dardanelos. Cuando el Imperio otomano turco se convirtió en aliado del enemigo alemán, los rusos lograron que en 1915 los aliados occidentales apoyaran sus exigencias de acceso a las costas mediterráneas, que debían concretarse si eran vencedores en la guerra. El Tratado de Paz de Brest Litovsk (marzo de 1918), firmado entre el Gobierno bolchevique de Rusia y el Imperio alemán, liberó a los restantes aliados del cumplimiento de los términos de estos acuerdos con los rusos. No obstante, durante la Revolución de Octubre, los bolcheviques hicieron público el contenido de este y otros acuerdos secretos, lo que causó muchas dificultades a las alianzas que los británicos tenían con los líderes nacionalistas árabes.
Los acuerdos están basados en la partición del Oriente Próximo en cinco zonas: una de control británico, una de control francés; una de influencia británica o protectorado británico; una de influencia francesa o protectorado francés y una de administración internacional (que incluía las ciudades de Jerusalén y Nazaret). Originalmente los acuerdos mencionan también una zona de control ruso, pero al parecer estos fueron cambiados de mutuo acuerdo en 1917 y luego fueron refrendados durante la conferencia de San Remo y recibieron también un aval de la Sociedad de Naciones.

## Historia
El 3 de enero de 1916 Mark Sykes representando a Reino Unido y François Georges-Picot representando a Francia acordaron la división general del Oriente Próximo una vez terminada la guerra y derrotado el imperio otomano. Francia recibiría la Siria de hoy y su zona costera, de que se convertiría la mayor parte en el Líbano actual. Ejercería un ámbito de influencia hacia el Este, hasta Mosul. Los británicos obtuvieron Basora y Bagdad y un ámbito de influencia hacia el Este, hasta Persia (el futuro Irán) .
Palestina quedó indefinida, pero finalmente fue otorgada como el Mandato británico de Palestina bajo un mandato de la Sociedad de Naciones. En el momento de las negociaciones de Sykes-Picot, los británicos negociaban también con el jerife de La Meca Husayn ibn Ali el apoyo aliado a una revuelta contra los otomanos, de la que debería surgir un Estado árabe unificado en todos los territorios arrebatados a los turcos, desde Siria hasta el Yemen. De estas negociaciones, cuyos acuerdos Gran Bretaña no tenía intención de cumplir (pues contradecían las propias conversaciones Sykes-Picot) surgió la Rebelión Árabe, que supondrá la efímera independencia del Hiyaz, la aún más efímera unificación de los territorios árabes otomanos bajo la acción de las tropas árabes y, finalmente, la colocación de la dinastía de los hachemíes en varios tronos de la zona y la creación del nuevo reino de Transjordania. En la rebelión participaría como enlace británico Thomas Edward Lawrence (conocido como Lawrence de Arabia).
Igualmente los británicos, cautelosos con sus palabras, alentaron a los judíos al señalar que veían con buenos ojos el establecimiento de un futuro estado judío en Palestina, mediante la llamada Declaración Balfour. De hecho, y como estrategia de guerra, los británicos también alentaban las aspiraciones nacionalistas de las comunidades árabes en los mismos territorios.

## Divulgación del acuerdo

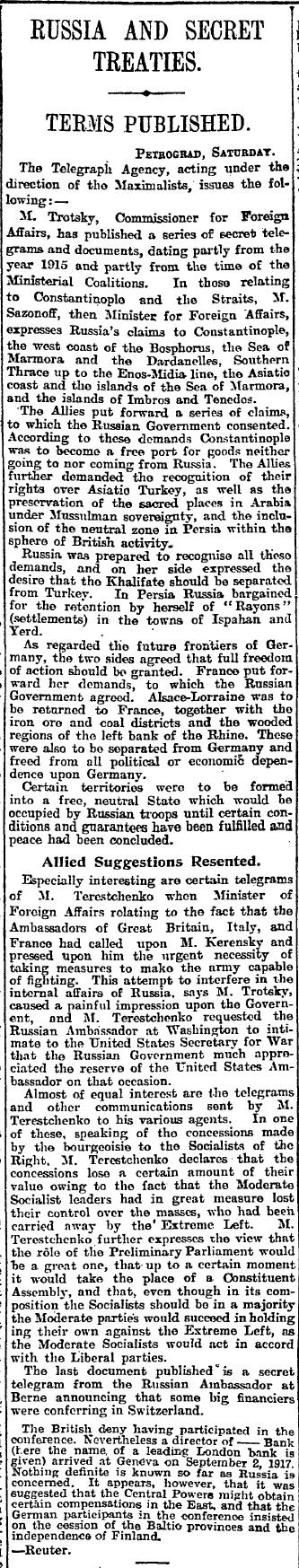
Ilustración de una noticia sobre telegramas publicados por Trotski en el Manchester Guardian, lunes el 26 de noviembre de 1917. Fue la primera referencia en el idioma inglés al acuerdo que llevó los nombres de sus dos negociadores

Después de la Revolución rusa, se denegaron las reclamaciones rusas sobre territorios en el Imperio Otomano, y por eso los bolcheviques publicaron un ejemplo del Acuerdo Sykes-Picot, (igual que otros tratados) con los textos enteros en Izvestia y Pravda el 23 de noviembre de 1917; el 26 del mismo mes The Manchester Guardian se hizo eco de este hecho. Esta divulgación causó gran revuelto entre los aliados y avivó una gran desconfianza entre ellos y los árabes.
La Declaración Anglo-Francesa de noviembre de 1918 prometió que el Reino Unido y Francia «asistiría en el establecimiento de gobiernos y administraciones nativos en Siria y Mesopotamia» para «instalar gobiernos y administraciones nacionales que derivan su autoridad del libre ejercicio de la iniciativa y elección de los pueblos nativos». A regañadientes, los franceses acordaron publicar la declaración tras la insistencia de los británicos. El acta de una reunión del gabinete de guerra británico revela que citó las leyes de conquista y ocupación militar para evitar compartir la administración con los franceses bajo un régimen civil.

## La aclaración de Lloyd George

Zonas ocupadas y zonas de influencia francesas (azul), británicas (rojo) y rusas (verde) según el Acuerdo Sykes-Picot. En una reunión en Downing Street el 16 de diciembre de 1915 Sykes había declarado: «me gustaría dibujar una línea desde el e en Acre hasta la k en Kirkuk»

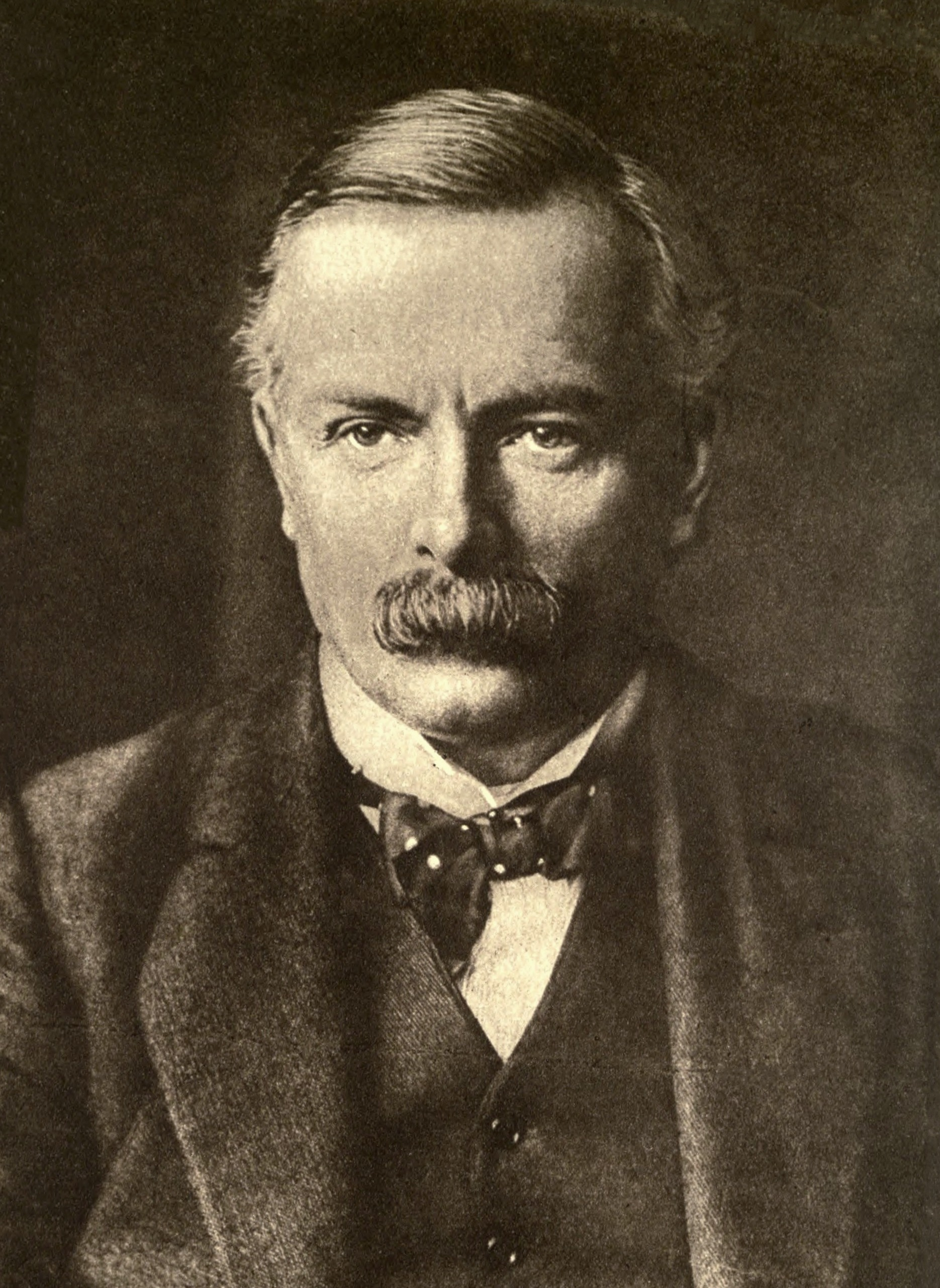
David Lloyd George en 1915

Las notas tomadas por los británicos durante una reunión entre los Cuatro Grandes en París el 20 de marzo de 1919 y a la que habían asistido Woodrow Wilson, Georges Clemenceau y Vittorio Emanuele Orlando además de Lloyd George y lord Balfour, muestran la aclaración de Lloyd George sobre la historia del acuerdo.
Las áreas azules eran las concedidas a los franceses, en las que a estos se les permitía «establecer las administraciones o controles, directos o indirectos, que deseen o consideren conveniente acordar con los estados árabes o confederaciones de estados árabes»; según los británicos, no incluían Damasco, Homs, Hama, o Alepo. En el área A (véase el mapa), Francia se comprometía a «reconocer y mantener un estado árabe e independiente o confederaciones de estados árabes».
Tras el Acuerdo Sykes–Picot, se adoptó el sistema de mandatos de la Sociedad de Naciones. Si se permitiera un mandato sobre estos territorios, Francia querría aquella parte que se había reservado para ella. Lloyd George dijo que no se podía romper el acuerdo al que  Reino Unido había llegado con Husayn ibn Ali (jerife de La Meca). Preguntó a los representantes franceses si tenían intención de ocupar Damasco, porque de ser así, sería una violación del tratado que los británicos habían hecho con Husayn. Stéphen Pichon dijo que Francia no tenía ningún acuerdo con el rey Husayn. Lloyd George replicó que todo el acuerdo de Sykes–Picot se basaba en la correspondencia Husayn-McMahon entre Sir Henry McMahon y el rey Husayn, que era la razón por la que el rey Husayn había comprometido sus recursos para ayudar el Reino Unido a ganar la guerra contra los otomanos en la Primera Guerra Mundial. Lloyd George afirmó que Francia había aceptado ese compromiso británico cuando firmó el Acuerdo Sykes-Picot. Si el gobierno británico ahora aceptaba que Damasco, Homs, Hama, y Aleppo estuvieran incluidos en la esfera de influencia directa de los franceses, los británicos tendrían que romper su promesa con los árabes, y no estaban dispuestos a esto.
Se firmó el acuerdo de Sykes-Picot, donde Francia reconoció la independencia árabe, después de la carta británica mandada a Husayn: «así se acuerdan y se entienden los gobiernos británico y francés». Francia y Reino Unido estaban dispuestos a reconocer y mantener un Estado independiente y árabe en las áreas marcadas como A y B bajo la soberanía de un jefe árabe. Damasco, Homs, Hama, y Aleppo se excluirían de la zona azul (administración francesa) y se incluyeron en un estado independiente árabe.

## Consecuencias
A partir de la Conferencia de Paz de París (1919), Gran Bretaña no solamente obtuvo un mandato en Palestina, sino también tomó Mosul, al que agregó Basora y Bagdad para crear el reino de Irak. Recortó a Siria (ya ocupada por Francia) un territorio, que añadió a Irak, y la Alta Galilea para poder transportar mediante oleoducto el petróleo de Mosul a Haifa. Todas estas adjudicaciones territoriales estaban en consonancia con las directrices de los acuerdos Sykes-Picot. 
Compensó a la familia Hussein por ser expulsados de Siria, separando Transjordania de Palestina, que otorgó al segundo hijo de Hussein, Abd Allah como monarca. Irak se lo otorgó a Faysal como monarca, pero siempre manteniendo un mandato o un protectorado sobre los territorios.
Una preocupación más para los británicos, que tenían muchas colonias pobladas por musulmanes, era eliminar el poder del califa turco sobre el panislamismo. Esta es una de las razones por las que apoyaron al jerife Husayn ibn Ali en La Meca y dejaron a Abdul Aziz ibn Saud en el centro de Arabia, para que sirvieran de contrapeso a cualquier movimiento pan-islámico. Se movieron para reducir la influencia individual del califa a través del Oriente Próximo fomentando el nacionalismo secular árabe y creando, cuando fue posible, nuevos pequeños estados, de una forma compatible con la política exterior del Imperio británico.
Donde se vieron frustrados los planes del tratado Sykes-Picot fue en Turquía al surgir la figura de Mustafa Kemal Atatürk para dirigir la Guerra de Independencia Turca y liberar a ese país del control foráneo que se intentaba al finalizar la guerra. Pero en general, el tratado fue implementado en los términos para los que fue concebido. Las consecuencias de su implementación crearon las condiciones de dominio francés y británico y los conflictos regionales que han impedido una paz duradera desde esas fechas.

## Más lectura
- Erik Jan Zürcher (2004). Turkey: A Modern History. I.B.Tauris. pp. 143–145. ISBN 1-86064-958-0.
- Isaiah Friedman (1992). The Question of Palestine. Transaction Publishers. pp. 97-118. ISBN 0-88738-214-2.
- James Barr (2012). A Line in the Sand: Britain, France and the Struggle That Shaped the Middle East. Simon & Schuster. ISBN 1-84739-457-4.